# Travie McCoy
Travis Lazarus "Travie" McCoy (nascido em 6 de agosto de 1981) é um rapper, cantor e compositor estadunidense. É o principal vocalista da banda de hip hop alternativo Gym Class Heroes.

## Carreira musical
Travis McCoy fez sua estréia na MTV no verão de 2002 quando apareceu no programa Direct Effect, que era uma batalha de MC's. Em 1 de julho de 2008 foi preso após agredir um homem na cabeça com um microfone, após uma discussão, em um show em St. Louis, em Missouri. O homem tinha ofendido-o no meio da multidão em um show em St. Louis,  chamando de um "negro ignorante de merda". McCoy calmamente perguntou o homem, "O que fiz pra você me chamar assim?" Como a ordem da segurança fera a de remover o homem do local, McCoy trouxe o homem ao palco para expulsá-lo na frente da multidão. Numa declaração, o publicista de McCoy disse que o homem bateu em McCoy no seu joelho, que estava com uma bandagem depois de ele ter sofrido um acidente recente.
Travis McCoy já compôs um versículo no vídeo da canção de "Snakes on a Plane (Bring It)" do filme Snakes on a Plane, juntamente com Gabe Saporta (Cobra Starship), William Beckett (The Academy Is …), e Maja Ivarsson (The Sounds).
Fez vocais na faixa "Kiss My Sass" do álbum ¡Viva La Cobra! de Cobra Starship.  Participou da faixa "Daylight", que era um single do re-lançamento do álbum Ms. Kelly da cantora Kelly Rowland, cujo videoclipe da canção estreou no Vivement Dimanche, na França, no dia 6 de janeiro de 2008. Participou da canção "Overdose on Life", com Drake e Mickey Factz, do álbum Be the Judge do rapper Omen. Fez uma participação especial no videoclipe do "Out Here Grindin" do DJ Khaled.
Participou da canção "Differently", do cantor australiano Cassie Davis e também da canção "I Came To Party" de Deuce, ex-membro da banda Hollywood Undead
Travis McCoy é destaque em vários vídeos musicais do Fall Out Boy. Ele aparece como um vampiro no videoclipe de "A Little Less Sixteen Candles, a Little More 'Touch Me'", como um dançarino em "Dance, Dance" e  "This Ain't a Scene, It's an Arms Race", cantando na versão remixada da canção. Apareceu como um espectador de uma multidão em um videoclipe de Styles P "Daddy Gotta Get That Cash". Fez aparições com Lil Wayne e Pete Wentz da banda Fall Out Boy no videoclipe de "Coconut Juice", do cantor Tyga, seu primo.

## Vida pessoal
No início de março de 2008 Travie declarou parar de usar drogas ao afirmar ter sido viciado em produtos farmacêuticos desde 15 anos, mesma época onde declarou ser vegetariano. Travie namorou com a cantora americana Katy Perry, com quem terminou o relacionamento pela primeira vez em dezembro de 2008, reatando em abril de 2009, ficando juntos apenas até setembro do mesmo ano.

## Discografia

### Álbuns
| Ano  | Informação                                                                                             | Posições |
| Ano  | Informação                                                                                             | EUA      |
| ---- | --- | -------- |
| 2010 | Lazarus - Lançamento: 8 de junho de 2010 - Gravadora: Fueled by Ramen - Formatos: CD, digital download | 25       |

### Singles
| Ano  | Single                                        | Posições | Posições | Posições | Posições | Posições | Posições | Posições | Posições    | Álbum            |
| Ano  | Single                                        | EUA      | EUA Pop  | EUA Rap  | AUS      | CAN      | NZL      | SUE      | BRA Hot 100 | Álbum            |
| ---- | --------------------------------------------- | -------- | -------- | -------- | -------- | -------- | -------- | -------- | ----------- | ---------------- |
| 2010 | "Billionaire" (featuring Bruno Mars)          | 4        | 3        | 12       | 5        | 12       | 2        | 25       | 16          | Lazarus          |
| 2010 | "Need You"                                    | 6        | 36       | —        | —        | —        | —        | —        | —           | Lazarus          |
| 2010 | "We'll Be Alright"                            | —        | —        | —        | 51       | —        | 14       | —        | —           | Lazarus          |
| 2013 | "Rough Water" (featuring Jason Mraz)          | 82       | 20       | —        | —        | —        | 38       | —        | —           | single sem álbum |
| 2014 | "Keep On Keeping On" (featuring Brendon Urie) | —        | —        | —        | —        | —        | —        | —        | —           | single sem álbum |
| 2015 | "Golden" (featuring Sia)                      | —        | —        | —        | 4        | —        | 20       | —        | —           | single sem álbum |

### Participações
| Ano                                                 | Música                                                                 | Posições | Posições | Posições | Posições | Posições | Posições    | Álbum                        |
| Ano                                                 | Música                                                                 | EUA      | EUA Pop  | EUA Mod  | UK       | AUS      | BRA         | Álbum                        |
| --------------------------------------------------- | ---------------------------------------------------------------------- | -------- | -------- | -------- | -------- | -------- | ----------- | ---------------------------- |
| 2006                                                | "Snakes on a Plane (Bring It)" (Cobra Starship featuring Travie McCoy) | —        | —        | 32       | —        | —        | —           | Snakes on a Plane: The Album |
| 2008                                                | "Daylight" (Kelly Rowland featuring Travie McCoy)                      | —        | —        | —        | 14       | 43       | —           | Ms. Kelly                    |
| 2008                                                | "This Is How It Goes Down" (P!nk featuring Travie McCoy)               | —        | —        | —        | —        | —        | —           | Funhouse                     |
|                                                     | "Coconut Juice" (Tyga featuring Travie McCoy)                          | 94       | 64       | —        | —        | —        | —           | No Introduction              |
| "Differently" (Cassie Davis featuring Travie McCoy) |                                                                        | —        | —        | —        | —        | 29       | Differently |                              |
| 2010                                                | "Famo$a" (Travie McCoy featuring Claudia Leitte)                       | —        | —        | —        | —        | —        | 3           | As Máscaras                  |
| 2010                                                | "Higher" (Taio Cruz featuring Travie McCoy)                            | —        | —        | —        | —        | —        | —           | Rokstarr                     |
| 2011                                                | "The Way You Watch Me" (The Saturdays featuring Travie McCoy)          | —        | —        | —        | —        | —        | —           | On Your Radar                |
| 2014                                                | "Wrapped Up" (Olly Murs featuring Travie McCoy)                        | —        | —        | —        | 3        | 15       |             | Never Been Better            |